# Arc de Janus
L'arc de Janus (en latin : Janus Quadrifrons) est un arc romain, situé dans le quartier du Vélabre, à Rome, non loin des temples d'Hercule et de Portunus, sur le Forum Boarium, le marché aux bestiaux de la Rome antique.

Il ne s'agit pas d'un véritable arc de triomphe, mais d'un tétrapyle de grande taille. Plus encore qu'au dieu Janus, son nom se réfère au mot latin janus qui désigne un passage couvert ou une porte.

## Localisation
L'arc se trouve juste au-dessus de la cloaca Maxima, en bordure du Forum Boarium, dans le quartier du Vélabre.

## Histoire
L'arc aurait été érigé en l'honneur de l'empereur Constance II, vers l'an 356. Toutefois, la découverte, en 2017, de lettres gravées sur le monument et qui suggèrent qu'il faille adresser sa dédicace à l'empereur Constantin, ce qui conduirait à « vieillir » l'édifice de plusieurs décennies. Cependant, il ne s'agit pas d'un arc de triomphe, mais probablement d'une construction destinée aux marchands occupés dans les transactions commerciales du Forum Boarium. Outre sa fonction monumentale, le « Janus » sert aussi aux marchands qui s'y pressent pour se mettre à l'abri par mauvais temps. Il sert également de forteresse durant le Moyen Âge, à la famille romaine des Frangipani.
L'appellation Janus se rapporte peut-être autant au dieu homonyme qu'au nom commun janua signifiant « porte » ou « passage couvert ».

## Description
L'arc de Janus est un arc à quatre faces ou tétrapyle. L'édifice a un plan carré de 12 mètres de large pour 16 mètres de haut. Les arches mesurent 10,6 mètres de haut et 5,7 mètres de large. Il est constitué de quatre piliers massifs en opus caementicium, revêtus de blocs de marbre de réemploi. Il est surmonté d'un couronnement vraisemblablement en forme de pyramide, à structure en brique, qui, à l'origine, devait aussi être recouvert de marbre. Ce couronnement a été démoli en 1827 car il est alors considéré comme un élément rapporté ne faisant pas partie du monument initial.
À l'extérieur, les pylônes sont creusés sur chaque côté de deux rangées de trois édicules à petites colonnes soutenues par des consoles (48 niches au total). Ces niches, surmontées de semi-coupoles à coquilles sculptées dans le marbre, devaient à l'origine abriter des statues.
Cependant, les uniques vestiges conservés des sculptures sont les quatre figures féminines des clefs de voûte. On reconnaît à l'évidence la déesse Rome sur la face orientale et la déesse Minerve sur la face septentrionale. Par contre, l'identification des deux autres comme des figures de Junon et de Cérès présente de grandes incertitudes.
Dans l'église voisine de Saint-Georges du Vélabre sont conservés quelques fragments du monument, impossibles à replacer. Les uns sont inclus dans la maçonnerie, les autres, qui pourraient provenir de l'attique, dans des reliefs médiévaux.

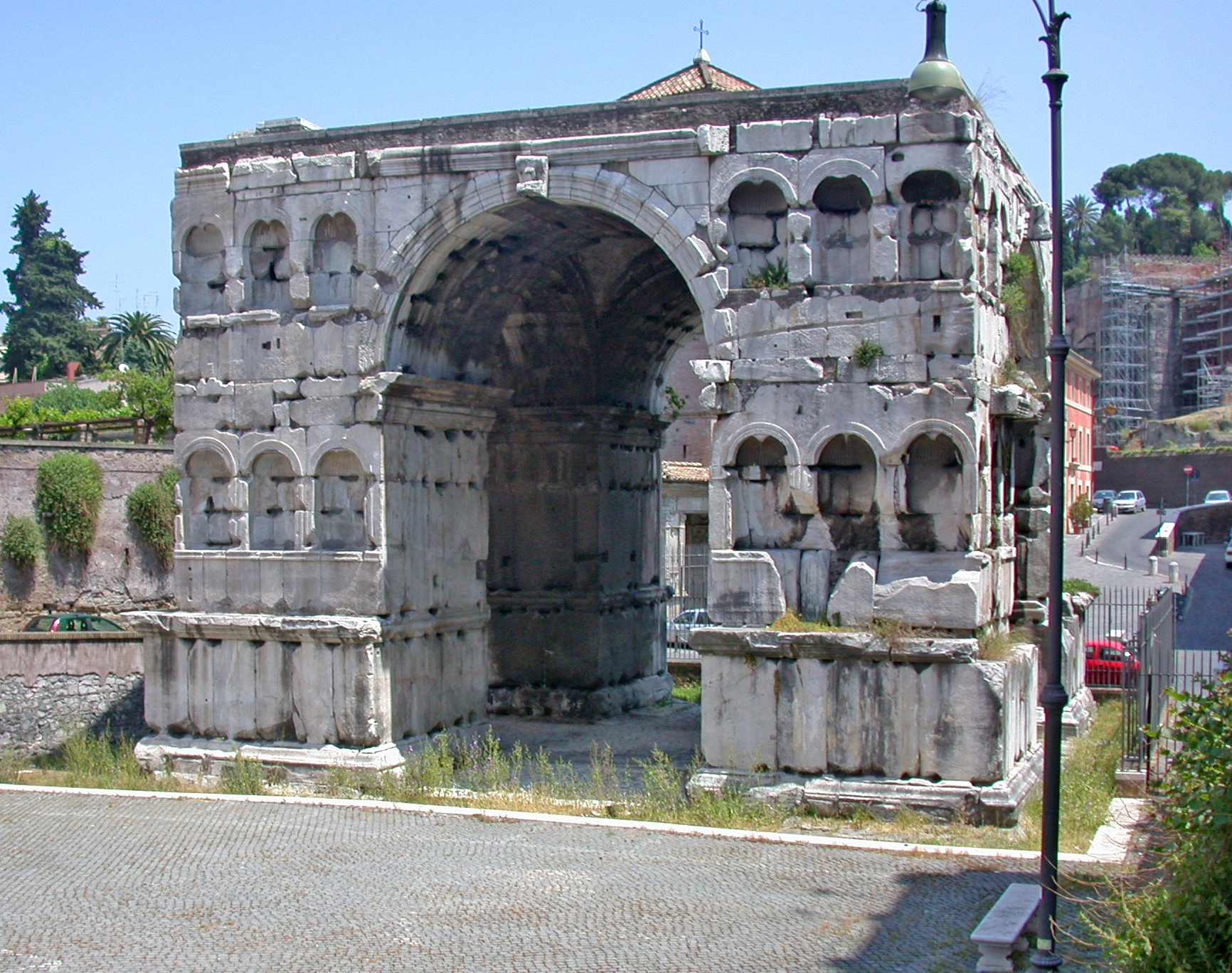
Arc de Janus.
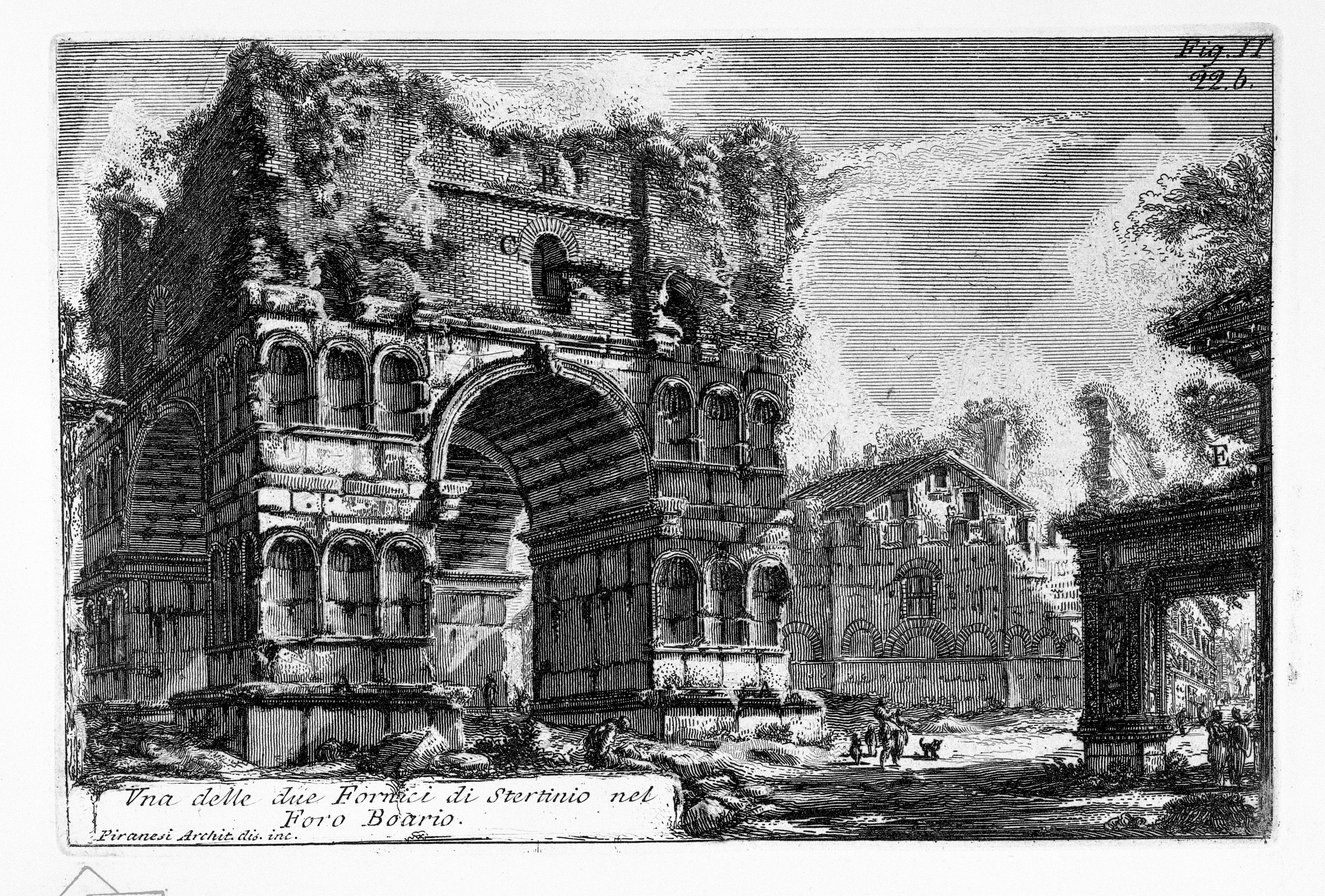
L'arc sur une gravure de Piranèse.
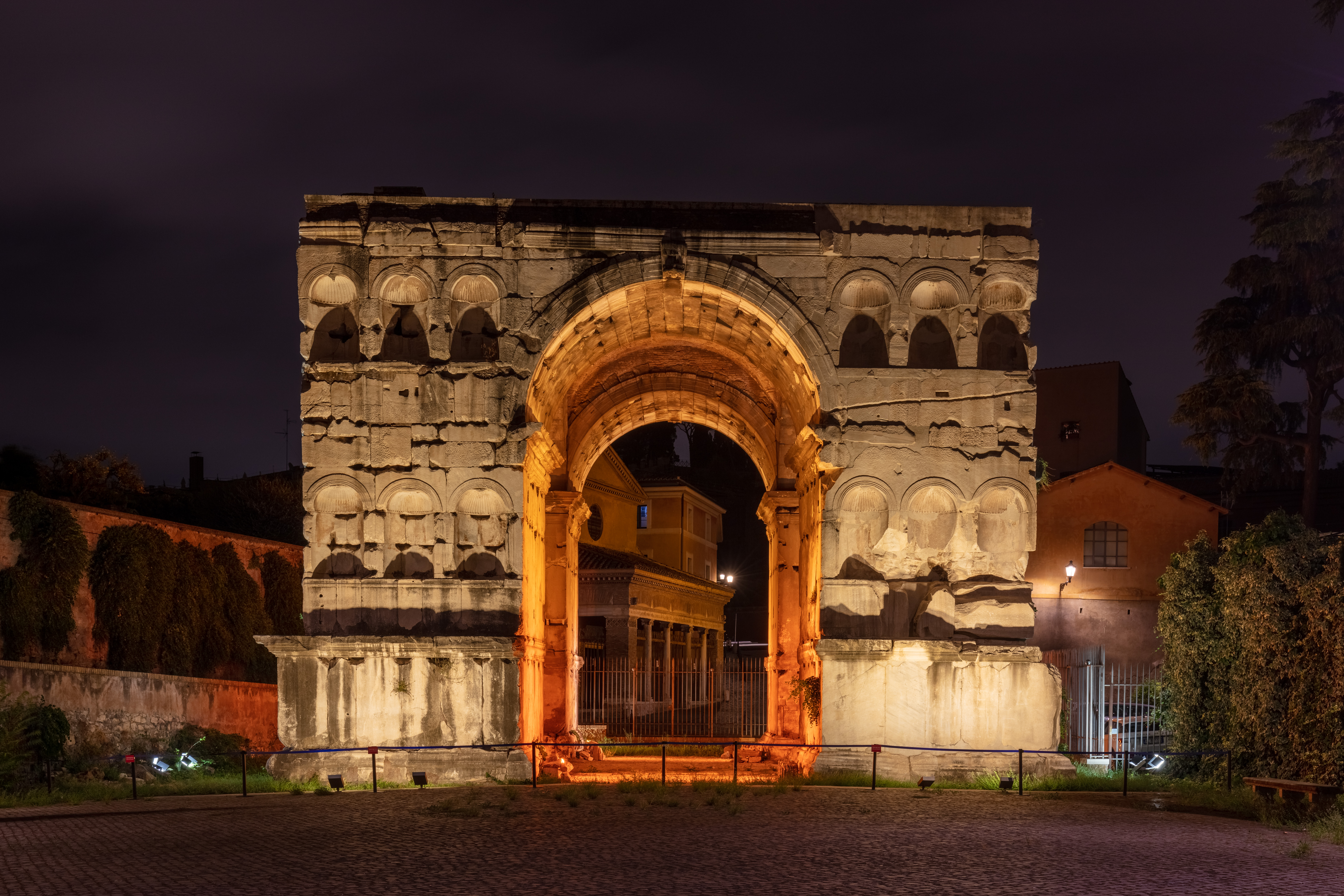
Vue nocturne.